# (272) Антония
(272) Антония (лат. Antonia) — небольшой астероид главного пояса, который открыл 14 февраля 1888 года французский астроном Огюст Шарлуа в обсерватории Ниццы. Происхождение названия астероида неизвестно.

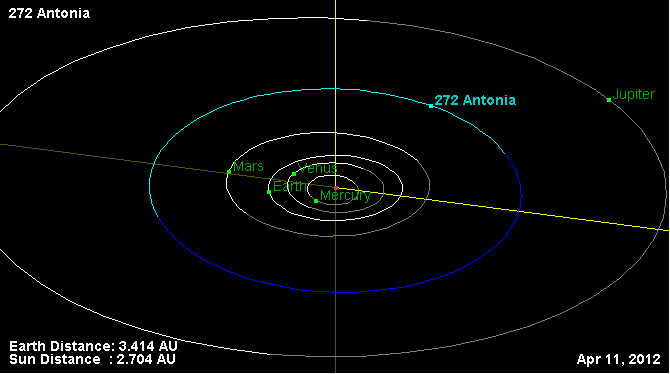
Орбита астероида Антония и его положение в Солнечной системе